# Казахов, Василий Догкоевич
Василий Догкоевич Казахов (род. 23 мая 1945, Москва) — советский борец вольного стиля, призёр чемпионатов СССР и мира, победитель Спартакиады народов СССР, мастер спорта СССР международного класса. Увлёкся борьбой в 1961 году. Участвовал в шести чемпионатах страны. В 1963 году выполнил норматив мастера спорта СССР, а в 1971 году — мастера спорта СССР международного класса. Родился и живёт в Москве.

## Спортивные результаты
- Чемпионат СССР по вольной борьбе 1968 года — ;
- Чемпионат СССР по вольной борьбе 1969 года — ;
- Чемпионат СССР по вольной борьбе 1970 года — ;
- Чемпионат СССР по вольной борьбе 1971 года — ;
- Вольная борьба на летней Спартакиаде народов СССР 1971 года — ;